# Gianna Galli
Gianna Galli (Modena, 29 de abril de 1935 – Monte Carlo, 22 de diciembre de 2010) fue una soprano italiana, que tuvo una carrera internacional desde la década de los 50 hasta los 70. Se especializó en repertorios de Soprano lírica y fue especialmente conocida por las heroínas de las obras de Puccini.

## Biografía
Galli comenzó a estudiar canto en su juventud. En 1952, a los 17 años, ganó un concurso internacional de canto en Spoleto. A finales de ese año, hizo su debut profesional en el Teatro Comunale Modena. Su carrera progresó rápidamente y empezó a ser conocida en los mayores teatros del mundo. Se le asoció rápidamente a las óperas de Giacomo Puccini, con sus interpretaciones de Mimì en La Bohème, Minnie en La fanciulla del West y otros títulos menores como Manon Lescaut y Tosca. Debutó en los Estados Unidos en 1958 en la New York City Opera como Mimì.
En 1961 Galli fue la primera en encarnar a Catherine en el estreno mundial de Uno sguardo dal ponte de Renzo Rossellini, en la que se basó Arthur Miller para escribir A View from the Bridge, en el Teatro de la Ópera de Roma. Volvió a ese teatro en abril de 1962 para hacer el papel de Thamar en el estreno de La stirpe di Davide de Franco Mannino. El siguiente junio volvió a ser la primera en interpretar el Falso Ángel en el estreno del oratorio Atlántida de Manuel de Falla, que fue presentada en La Scala de Milán. Otros papeles que creó en sus estrenos fue los de Nicole Il diavolo in giardino de Mannino (1963, Teatro Massimo) y Slam la obra Atomtod de Giacomo Manzoni (1965, La Scala).
En su país, Galli encarnó frecuentemente operettas italianas. En 1961 participó en la adaptación al cine de la opereta Il paese dei campanelli Carlo Lombardo y Virgilio Ranzato, que fue dirigida por Vito Molinari. Hizo múltiples apariciones para televisión en la década de los 50, 60 y 70. Especialmente destacable fue el papel en 1965 de Lisa en la obra dirigida por Mario Lanfranchi de la opereta La Sonnambula de Vincenzo Bellini con Anna Moffo como Amina. También grabó en disco la obra L'arlesiana Francesco Cilea con Ferruccio Tagliavini, Pia Tassinari y Paolo Silveri en 1957.
Galli fue forzada a retirarse en 1975 a los 40 años por problemas vocales que en ese momento no eran reparables mediante cirugía en las cuerdas vocales. De todas maneras, su relación con la ópera continuó a través de una segunda carrera exitosa como manager de cantantes en Italia. She managed, among others, Giuseppe Filianoti and Salvatore Licitra.